# San Giovanni al Natisone
San Giovanni al Natisone (friülà San Zuan dal Nadison) és un municipi italià, dins de la província d'Udine. L'any 2007 tenia 6.038 habitants. Limita amb els municipis de Chiopris-Viscone, Cormons (GO), Corno di Rosazzo, Manzano i Trivignano Udinese. Comprèn les fraccions de Bolzano (Bolzan), Dolegnano, Medeuzza (Midiuze) i Villanova del Judrio (Vilegnove dal Judri).

## Administració
| Període | Identitat      | Partit        |
| ------- | -------------- | ------------- |
| 2004-   | Attilio Ninino | Llista cívica |